# Централна неурогена хипервентилација
Централна неурогена хипервентилација (ЦНХ) је упорна хипервентилација која је резултат трауме главе, хипоксије мозга или неадекватне церебралне перфузије, првенствено због оштећења средњег мозга и горњег дела Варолијевог мост (можданог моста) који повезује продужену мождину и средњи мозак. Централна неурогена хиповентилација, с друге стране, настаје када медуларни респираторни центри не реагују на одговарајући начин на стимулусе, што се јавља у склопу траумое главе, церебралне хипоксије и наркотичке супресије. Имајући ово у виду појединци са трауматском повредом мозга захтевају пажљив третман како би се избегла хипервентилација и хиповентилација. Ово често укључује комбинацију фармаколошких, хируршких и медицински индукованих интервенција у циљу решавања повишеног интракранијалног притиска.

## Етиологија
Утврђивање тачног узрока ЦНХ показало се тешким, посебно зато што је пријављен само 21 случај у једном извештају из 1959. године.. Каснији извештаји који су се бавили само пацијентима који су били свесни да имају ЦНХ, и патили од различитих патофизиологошких поремећаја сваки појединачни пацијент чинио је готово немогућим да се имплицира било одређена структурна лезија или уништење специфичног локуса као једини узрок ЦНХ. Компилације у извештајима су, међутим, довеле до генерализованих закључака о примарној улози структурних лезија у случајевима ЦНХ код малолетника и одраслих.

### ЦНХ изазван тумором код одраслих
Већина одраслих пацијената који имају ЦНХ имају клиничку историју инфилтративних, експандирајућих тумора коре мозга, који првенствено укључују мождано стабло. Више од три четвртине случајева пријављених од открића ЦНХ имало је туморе који су јасно захватили мождани мост, са посебним разматрањем патологије понтинског тегментума. ЦНХ је такође забележен код пацијената са туморима који утичу на продужену мождину.
Иако се дијагноза ЦНХ ретко разматра без доказа о инфилтрацији можданог стабла, забележени су и други случајеви ЦНХ који нису директно захватили мождани мост или медулу. ЦНХ је такође пријављен у случајевима тумора фронталног режња, инвазивног карцинома ларинкса који компримира средњи мозак, шири се из главе и врата  у базу мозга и изазива крварења у таламусу.  Манифестација ЦНХ код пацијената са овим поремећајима који нису повезани са можданим стаблом доводи до веће дебате о патофизиологији ЦНХ и улози других делова мозга у регулацији дисања. До овог тренутка није било пријављених случајева ЦНХ повезаних са можданим ударом.
У сваком случају, природа тумора је варирала, иако су две главне категорије тумора класификоване или као церебрални лимфоми или као солидни тумори, као што су понтински глиоми, анапластични медулобластом или астроцитоми.
Посебна пажња посвећена је високој инциденци церебралних лимфома повезаних са ЦНХ код одраслих. Интрацеребрални Б-ћелијски лимфом представља мање од 1% свих примарних малигних тумора централног нервног система. Инфилтрација ћелија лимфома у понс и медулу је најчешће пријављени узрок ЦНХ, који чини половину свих тумора мозга који изазивају ЦНХ, упркос његовој значајној реткости. Претпоставља се да су ови лимфоми способни да дифузно продиру у средњи мозак, без значајног деструкције укупних структура.

### ЦНХ изазван тумором код деце
ЦНХ код деце је знатно ређи, а само пет од двадесет и једног случаја је документовано код деце узраста од 11 година и млађе. Примарна разлика између малолетних и одраслих случајева ЦНХ је структурни идентитет тумора који доводи до ЦНХ симптома. Четири од пет случајева ЦНХ који су укључивали децу била су повезана са чврстим инфилтративним глиомима на можданом стаблу, док је само један случај био повезан са очигледним лимфомом који се назива микроглиоматоза.

### ЦНХ не индуковани тумором
Било је само неколико пријављених случајева ЦНХ-а који није изазван тумором, од којих је већина успешно лечена. Недавно је антиконвулзивни лек Топирамат изазвао привремени ЦНХ код пацијената, који је нестао након што је употреба лека прекинута.  Поред тога, забележен је један случај ЦНХ код пацијента који има мултиплу склерозу са лезијама можданог стабла. ЦНХ се сматрао реверзибилним и успешно је лечен интравенским високим дозама метилпреднизолона и разменом плазме.